# Džansuch Nanba
Džansuch Nanba, též Džansuch Eduardovič Nanba (abchazsky: Џьансух Едуард-иԥа Нанба; * 6. prosince 1983 v Suchumi) je abchazský ekonom a politik, který v letech 2018 až 2020 zastával funkci ministra financí Abcházie. Poté vedl prezidentskou administrativu a nově se stal prvním místopředsedou vlády Republiky Abcházie. Kromě toho vyučuje na univerzitě.

## Biografie

### Studium
Nanba v dětství studoval na suchumské střední škole č. 14 v Suchumi a po maturitě v roce 2000 nastoupil na ekonomickou fakultu Kubáňské státní univerzity v Krasnodaru, kde se specializoval na obor světová ekonomika. Zároveň s tímto ekonomickým zaměřením si od roku 2002 vybral na téže univerzitě ještě obor překladatele z angličtiny na fakultě románské a germánské filologie. Oba obory zdárně absolvoval se ziskem vysokoškolského titulu v roce 2005 respektive 2006. V tomto roce (2006) si ještě doplnil vzdělání absolvováním kursu právní vědy na Krasnodarském institutu pro pokročilé vzdělávání a rekvalifikaci. Následovala zahraniční stáž ve Velké Británii, kde v roce 2007 až 2008 na londýnské Schiller International University získal titul MBA v oboru mezinárodní obchod. V roce 2009 absolvoval na Kubáňské státní univerzitě postgraduální studium v oboru světové ekonomiky a získal titul kandidáta ekonomických věd (CSc).

### Kariéra ekonoma
Ještě coby student posledního ročníku vysoké školy nastoupil od 1. srpna 2005 na oddělení maloobchodu Krasnodarské krajské investiční banky jako specialista pro rozvoj sítě platebních systémů. Od 1. února 2006 působil v rámci této banky na pozici vedoucího Hypotečního úvěrového centra, kde setrval téměř celé dva následující roky, než zde s koncem roku 2007 ukončil své působení. O tři měsíce později od 1. dubna 2008 se přesunul ke konkurenci do společnosti Raiffeisenbank na tamní krasnodarskou pobočku coby specialista přes úvěry a obsluhu státních institucí. Zde setrval necelý rok a 1. března 2009 se přesunul za prací do Moskvy, kde přijal nabídku na pozici vedoucího specialisty na moskevském ředitelství v oddělení pro spolupráci s autosalony v jedné z největších pojišťovacích společností Zurich Insurance Group. V této pojišťovně však skončil už v listopadu téhož roku a vrátil se do Abcházie.

### Politická kariéra
Od 1. února do 1. dubna 2010 byl referentem na oddělení práce s územně-správními jednotkami Republiky Abcházie, jež je součástí prezidentské kanceláře. Už po dvou měsících se přesunul na Ministerstvo hospodářství Abcházie, kde setrval do 1. března 2011, a pracoval zde jakou vedoucí odboru zahraničních ekonomických vztahů. Tehdy se rozhodl opustit politiku a vrátil se na čas do soukromého sektoru. Od 1. března 2011 až do 26. října 2014 pracoval jako zástupce obchodního ředitele abchazského telefonního operátora A-Mobile.
V roce 2014 se do vládních struktur vrátil s nástupem nové moci pod vedením Raula Chadžimby následkem bouřlivých událostí toho roku a 27. října 2014 byl jmenován náměstkem ministra hospodářství. Už po pár měsících se 20. ledna 2015 přesunul na ministerstvo financí, kde též působil jako náměstek ministra, kde byl zároveň vedoucím odboru správy státní pokladny.
Jako náměstek ministra financí pracoval až do 30. dubna 2018, kdy byl prezidentem Chadžimbou jmenován ministrem financí. Zároveň s touto politickou funkcí zastával post místopředsedy vlády Abcházie. Ve funkci ministra financí i místopředsedy vlády skončil poté, kdy byl i Chadžimba smeten následkem lidových bouří na začátku roku 2020. V nové administrativě prezidenta Aslana Bžřaniji se ale uchytil jako zástupce ředitele prezidentské kanceláře, kde pracoval od dubna 2020 do května 2021. Od 11. května 2021 vedl Ministerstvo daní a poplatků Abcházie. Avšak po náhlé rezignaci Alchase Kviciniji, jenž zastával post ředitele prezidentské kanceláře, se Nanba přesunul 12. srpna 2022 na jeho místo a na pozici ministra skončil. V této funkci však vydržel jen něco málo přes rok, 4. září 2023 sepsal svůj rezignační dopis a prezidentskou kancelář opustil.
Krátce poté, dne 1. listopadu 2023 se však Nanba vrátil do politiky a posunul se výše, když ministr zemědělství Beslan Džopva požádal o uvolnění z funkce prvního místopředsedy vlády. Jako jeho nástupce byl vybrán právě on.

### Akademická činnost
Se začátkem školního roku 1. září 2010 si přibral další práci na Abchazské státní univerzitě, kde dosud působí jako odborný asistent na katedře financí a úvěrů, docent. Na akademické půdě je kromě přednášení předmětů Mezinárodní finance, světová ekonomika a řízení inovací mimo jiné zodpovědný i za vedení diplomových prací studentů. Během svého působení na Abchazské státní univerzitě sepsal mnoho odborných publikací.